# Belarussische Freie-Pyramide-Meisterschaft
Die belarussische Freie-Pyramide-Meisterschaft ist ein Billardturnier zur Ermittlung der nationalen Meister von Belarus in der Disziplin Freie Pyramide, das zumeist jährlich ausgetragen wird. Bei den Damen fand das Turnier in den Jahren 2012 bis 2015 und 2019 zweimal und 2021 dreimal jährlich statt.
Rekordsiegerin ist die zwölfmalige Meisterin Kazjaryna Perepetschajewa. Bei den Herren war Uladsislau Radsiwonau mit drei Titeln am erfolgreichsten.

## Herrenturnier

### Die Turniere im Überblick
| Jahr | Belarussischer Meister | Ergebnis | Finalist              | Halbfinalisten 1       |
| ---- | ---------------------- | -------- | --------------------- | ---------------------- |
| 2012 | Aljaksandr Kaszjukawez | 6:2      | Swjataslau Sjamjonau  | Janusch Markozinski    |
| 2012 | Aljaksandr Kaszjukawez | 6:2      | Swjataslau Sjamjonau  | Aleh Retschyz          |
| 2013 | Illja Kasatschenka     | 7:6      | Dsjanis Kolassau      | Wadsim Karpowitsch     |
| 2013 | Illja Kasatschenka     | 7:6      | Dsjanis Kolassau      | Jan Hryhorjeu          |
| 2014 | Jan Hryhorjeu          | 7:4      | Jauhen Saltouski      | Andrej Hluschanin      |
| 2014 | Jan Hryhorjeu          | 7:4      | Jauhen Saltouski      | Aljaksej Sidarowitsch  |
| 2015 | Uladsislau Radsiwonau  | 7:6      | Aleh Retschyz         | Aljaksandr Kaszjukawez |
| 2015 | Uladsislau Radsiwonau  | 7:6      | Aleh Retschyz         | Waleryj Tschyschou     |
| 2016 | Jauhen Saltouski       | 7:5      | Waleryj Tschyschou    | Uladsislau Radsiwonau  |
| 2016 | Jauhen Saltouski       | 7:5      | Waleryj Tschyschou    | Wadsim Karpowitsch     |
| 2017 | Dsjanis Kolassau       | 6:4      | Uladsislau Radsiwonau | Sjarhej Schkurski      |
| 2017 | Dsjanis Kolassau       | 6:4      | Uladsislau Radsiwonau | Aljaksej Sidarowitsch  |
| 2018 | Jan Hryhorjeu          | 5:4      | Jauhen Saltouski      | Sjarhej Schkurski      |
| 2018 | Jan Hryhorjeu          | 5:4      | Jauhen Saltouski      | Dsjanis Kolassau       |
| 2019 | Jauhen Saltouski       | 5:4      | Andrej Hluschanin     | Waleryj Tschyschou     |
| 2019 | Jauhen Saltouski       | 5:4      | Andrej Hluschanin     | Janusch Markozinski    |
| 2020 | Uladsislau Radsiwonau  | 6:0      | Jauhen Dsemjanzej     | Uladsislau Bulyka      |
| 2020 | Uladsislau Radsiwonau  | 6:0      | Jauhen Dsemjanzej     | Iwan Drosd             |
| 2021 | Uladsislau Radsiwonau  | 6:2      | Waleryj Tschyschou    | Juryj Maschnenko       |
| 2021 | Uladsislau Radsiwonau  | 6:2      | Waleryj Tschyschou    | Ihar Karalkou          |

### Rangliste
| Platz | Spieler                | Gold | Silber | Bronze |
| ----- | ---------------------- | ---- | ------ | ------ |
| 1     | Uladsislau Radsiwonau  | 3    | 1      | 1      |
| 2     | Jauhen Saltouski       | 2    | 2      | 0      |
| 3     | Jan Hryhorjeu          | 2    | 0      | 1      |
| 4     | Dsjanis Kolassau       | 1    | 1      | 1      |
| 5     | Aljaksandr Kaszjukawez | 1    | 0      | 1      |
| 6     | Illja Kasatschenka     | 1    | 0      | 0      |

## Damenturnier

### Die Turniere im Überblick
| Jahr   | Belarussische Meisterin   | Ergebnis | Finalistin                | Halbfinalistinnen 2   |
| ------ | ------------------------- | -------- | ------------------------- | --------------------- |
| 2012/1 | Wolha Dabryjan            | 4:3      | Kazjaryna Perepetschajewa | Julija Raschetnikawa  |
| 2012/1 | Wolha Dabryjan            | 4:3      | Kazjaryna Perepetschajewa | Anastassija Trunina   |
| 2012/2 | Aljaksandra Hisels        | 3:0      | Kazjaryna Dorohan         | Waleryja Wassilenka   |
| 2012/2 | Aljaksandra Hisels        | 3:0      | Kazjaryna Dorohan         | Anastassija Baurowa   |
| 2013/1 | Aljaksandra Hisels        | 4:1      | Kazjaryna Perepetschajewa | Anastassija Baurowa   |
| 2013/1 | Aljaksandra Hisels        | 4:1      | Kazjaryna Perepetschajewa | Waleryja Wassilenka   |
| 2013/2 | Kazjaryna Perepetschajewa | 3:2      | Julija Raschetnikawa      | Waleryja Wassilenka   |
| 2013/2 | Kazjaryna Perepetschajewa | 3:2      | Julija Raschetnikawa      | Anastassija Baurowa   |
| 2014/1 | Kazjaryna Wjarbizkaja     | 4:1      | Darja Jussipez            | Anastassija Trunina   |
| 2014/1 | Kazjaryna Wjarbizkaja     | 4:1      | Darja Jussipez            | Waleryja Wassilenka   |
| 2014/2 | Kazjaryna Perepetschajewa | 4:1      | Aljaksandra Hisels        | Anastassija Baurowa   |
| 2014/2 | Kazjaryna Perepetschajewa | 4:1      | Aljaksandra Hisels        | Waleryja Wassilenka   |
| 2015/1 | Aljaksandra Hisels        | 4:3      | Kazjaryna Perepetschajewa | Wolha Iwanowa         |
| 2015/1 | Aljaksandra Hisels        | 4:3      | Kazjaryna Perepetschajewa | Kazjaryna Wjarbizkaja |
| 2015/2 | Kazjaryna Perepetschajewa | 4:1      | Wolha Dabryjan            | Anastassija Baurowa   |
| 2015/2 | Kazjaryna Perepetschajewa | 4:1      | Wolha Dabryjan            | Julija Raschetnikawa  |
| 2016   | Kazjaryna Perepetschajewa | 5:4      | Anastassija Baurowa       | Kazjaryna Wjarbizkaja |
| 2016   | Kazjaryna Perepetschajewa | 5:4      | Anastassija Baurowa       | Aljaksandra Hisels    |
| 2017   | Kazjaryna Perepetschajewa | 4:1      | Wolha Dabryjan            | Anastassija Baurowa   |
| 2017   | Kazjaryna Perepetschajewa | 4:1      | Wolha Dabryjan            | Anastassija Filipawa  |
| 2018   | Kazjaryna Perepetschajewa | 4:3      | Wolha Iwanowa             | Julija Raschetnikawa  |
| 2018   | Kazjaryna Perepetschajewa | 4:3      | Wolha Iwanowa             | Anastassija Baurowa   |
| 2019/1 | Kazjaryna Perepetschajewa | 4:1      | Kazjaryna Wjarbizkaja     | Anastassija Filipawa  |
| 2019/1 | Kazjaryna Perepetschajewa | 4:1      | Kazjaryna Wjarbizkaja     | Alina Ossada          |
| 2019/2 | Kazjaryna Perepetschajewa | 4:3      | Wolha Dabryjan            | Alina Ossada          |
| 2019/2 | Kazjaryna Perepetschajewa | 4:3      | Wolha Dabryjan            | Anastassija Filipawa  |
| 2020   | Kazjaryna Perepetschajewa | 4:2      | Wolha Dabryjan            | Anastassija Filipawa  |
| 2020   | Kazjaryna Perepetschajewa | 4:2      | Wolha Dabryjan            | Anastassija Muraschka |
| 2021/1 | Kazjaryna Perepetschajewa | 4:3      | Wolha Dabryjan            | Anastassija Muraschka |
| 2021/1 | Kazjaryna Perepetschajewa | 4:3      | Wolha Dabryjan            | Anastassija Filipawa  |
| 2021/2 | Kazjaryna Perepetschajewa | 4:0      | Anastassija Baurowa       | Julija Kukareku       |
| 2021/2 | Kazjaryna Perepetschajewa | 4:0      | Anastassija Baurowa       | Anastassija Filipawa  |
| 2021/3 | Kazjaryna Perepetschajewa | 4:2      | Darja Tscharnjak          | Anastassija Filipawa  |
| 2021/3 | Kazjaryna Perepetschajewa | 4:2      | Darja Tscharnjak          | Wolha Dabryjan        |

### Rangliste
| Platz | Spieler                   | Gold | Silber | Bronze |
| ----- | ------------------------- | ---- | ------ | ------ |
| 1     | Kazjaryna Perepetschajewa | 12   | 3      | 0      |
| 2     | Aljaksandra Hisels        | 3    | 1      | 1      |
| 3     | Wolha Dabryjan            | 1    | 5      | 1      |
| 4     | Kazjaryna Wjarbizkaja     | 1    | 1      | 2      |